# 2020年東京オリンピックの柔道競技

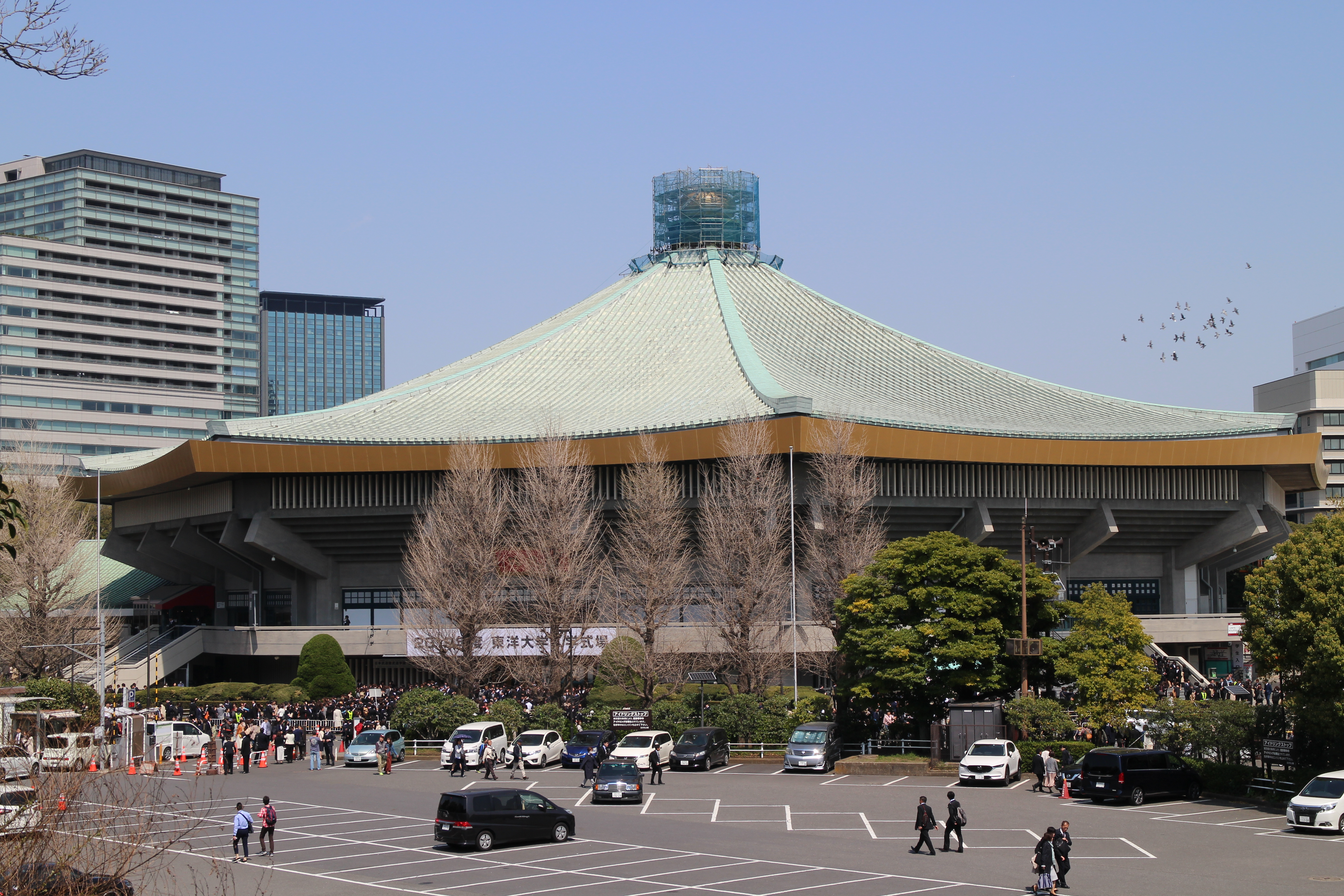
オリンピックに向けて擬宝珠補修中の2019年の日本武道館

2020年東京オリンピックの柔道競技（2020ねんとうきょうオリンピックのじゅうどうきょうぎ）は国際柔道連盟（IJF）が管轄し、2020年東京オリンピックにて実施されたオリンピックの柔道競技。会場は日本武道館。男女個人戦は体重別で各7種目が実施され、新種目として男女混合団体戦も実施された。

## 競技日程
- 7月24日：男子60 kg級、女子48 kg級
- 7月25日：男子66 kg級、女子52 kg級
- 7月26日：男子73 kg級、女子57 kg級
- 7月27日：男子81 kg級、女子63 kg級
- 7月28日：男子90 kg級、女子70 kg級
- 7月29日：男子100 kg級、女子78 kg級
- 7月30日：男子100 kg超級、女子78 kg超級
- 7月31日：男女混合団体戦

## 競技結果

### 男子
| 種目       | 金                                | 銀                                            | 銅                                                |
| ---------- | --------------------------------- | --------------------------------------------- | ------------------------------------------------- |
| 60 kg級    | 髙藤直寿 日本 (JPN)               | 楊勇緯 チャイニーズタイペイ (TPE)             | エルドス・スメトフ カザフスタン (KAZ)             |
| 60 kg級    | 髙藤直寿 日本 (JPN)               | 楊勇緯 チャイニーズタイペイ (TPE)             | ルカ・ムハイジェ フランス (FRA)                   |
| 66 kg級    | 阿部一二三 日本 (JPN)             | バジャ・マルグベラシビリ ジョージア (GEO)     | アン・バウル 韓国 (KOR)                           |
| 66 kg級    | 阿部一二三 日本 (JPN)             | バジャ・マルグベラシビリ ジョージア (GEO)     | ダニエル・カルグニン ブラジル (BRA)               |
| 73 kg級    | 大野将平 日本 (JPN)               | ラシャ・シャフダトゥアシビリ ジョージア (GEO) | 安昌林 韓国 (KOR)                                 |
| 73 kg級    | 大野将平 日本 (JPN)               | ラシャ・シャフダトゥアシビリ ジョージア (GEO) | ツェンド＝オチル・ツォグトバータル モンゴル (MGL) |
| 81 kg級    | 永瀬貴規 日本 (JPN)               | サイード・モラエイ モンゴル (MGL)             | シャミル・ボルチャシビリ オーストリア (AUT)       |
| 81 kg級    | 永瀬貴規 日本 (JPN)               | サイード・モラエイ モンゴル (MGL)             | マティアス・カス ベルギー (BEL)                   |
| 90 kg級    | ラシャ・ベカウリ ジョージア (GEO) | エドゥアルト・トリッペル ドイツ (GER)         | ダブラト・ボボノフ ウズベキスタン (UZB)           |
| 90 kg級    | ラシャ・ベカウリ ジョージア (GEO) | エドゥアルト・トリッペル ドイツ (GER)         | トート・クリスティアーン ハンガリー (HUN)         |
| 100 kg級   | ウルフ・アロン 日本 (JPN)         | チョ・グハム 韓国 (KOR)                       | ジョルジ・フォンセカ ポルトガル (POR)             |
| 100 kg級   | ウルフ・アロン 日本 (JPN)         | チョ・グハム 韓国 (KOR)                       | ニヤス・イリアソフ ROC (ROC)                      |
| 100 kg超級 | ルカシュ・クルパレク チェコ (CZE) | グラム・ツシシビリ ジョージア (GEO)           | テディ・リネール フランス (FRA)                   |
| 100 kg超級 | ルカシュ・クルパレク チェコ (CZE) | グラム・ツシシビリ ジョージア (GEO)           | タメルラン・バシャエフ ROC (ROC)                  |

### 女子
| 種目      | 金                                    | 銀                                        | 銅                                              |
| --------- | ------------------------------------- | ----------------------------------------- | ----------------------------------------------- |
| 48 kg級   | ディストリア・クラスニキ コソボ (KOS) | 渡名喜風南 日本 (JPN)                     | ダリア・ビロディド ウクライナ (UKR)             |
| 48 kg級   | ディストリア・クラスニキ コソボ (KOS) | 渡名喜風南 日本 (JPN)                     | ムンフバット・ウランツェツェグ モンゴル (MGL)   |
| 52 kg級   | 阿部詩 日本 (JPN)                     | アマンディーヌ・ブシャール フランス (FRA) | オデッテ・ジュフリーダ イタリア (ITA)           |
| 52 kg級   | 阿部詩 日本 (JPN)                     | アマンディーヌ・ブシャール フランス (FRA) | チェルシー・ジャイルズ イギリス (GBR)           |
| 57 kg級   | ノラ・ジャコバ コソボ (KOS)           | サラ＝レオニー・シジク フランス (FRA)     | 芳田司 日本 (JPN)                               |
| 57 kg級   | ノラ・ジャコバ コソボ (KOS)           | サラ＝レオニー・シジク フランス (FRA)     | ジェシカ・クリムカイト カナダ (CAN)             |
| 63 kg級   | クラリス・アグベニュー フランス (FRA) | ティナ・トルステニャク スロベニア (SLO)   | マリア・チェントラッキオ イタリア (ITA)         |
| 63 kg級   | クラリス・アグベニュー フランス (FRA) | ティナ・トルステニャク スロベニア (SLO)   | カトリーヌ・ボーシュマン＝ピナール カナダ (CAN) |
| 70 kg級   | 新井千鶴 日本 (JPN)                   | ミヒャエラ・ポレレス オーストリア (AUT)   | マディナ・タイマゾワ ROC (ROC)                  |
| 70 kg級   | 新井千鶴 日本 (JPN)                   | ミヒャエラ・ポレレス オーストリア (AUT)   | サンネ・ファン・デイケ オランダ (NED)           |
| 78 kg級   | 濵田尚里 日本 (JPN)                   | マドレーヌ・マロンガ フランス (FRA)       | アンナ＝マリア・バーグナー ドイツ (GER)         |
| 78 kg級   | 濵田尚里 日本 (JPN)                   | マドレーヌ・マロンガ フランス (FRA)       | マイラ・アギアル ブラジル (BRA)                 |
| 78 kg超級 | 素根輝 日本 (JPN)                     | イダリス・オルティス キューバ (CUB)       | イリーナ・キンゼルスカ アゼルバイジャン (AZE)   |
| 78 kg超級 | 素根輝 日本 (JPN)                     | イダリス・オルティス キューバ (CUB)       | ロマヌ・ディッコ フランス (FRA)                 |

### 混合団体
| 種目           | 金 | 銀 | 銅 |
| -------------- | --- | --- | --- |
| 男女混合団体戦 | フランス (FRA) クラリス・アグベニェヌ アクセル・クレルジュ ロマヌ・ディッコ テディ・リネール サラ＝レオニー・シジク ギヨーム・シェヌ キリアン・ル・ブルーシュ マドレーヌ・マロンガ マルゴー・ピノ アレクサンドル・イディア アマンディーヌ・ブシャール | 日本 (JPN) 新井千鶴 向翔一郎 素根輝 ウルフ・アロン 芳田司 大野将平 濵田尚里 田代未来 永瀬貴規 阿部詩 阿部一二三 原沢久喜 | ドイツ (GER) ジョバンナ・スコッチマッロ ドミニク・レッセル アンナ＝マリア・ヴァーグナー カール＝リヒャルト・フレイ テレーザ・シュトール セバスチャン・ザイドル イゴール・ヴァントケ ヨハネス・フレイ エドゥアルト・トリッペル マルティナ・トライドス カタリナ・メンツ ヤスミン・グラボウスキー |
| 男女混合団体戦 | フランス (FRA) クラリス・アグベニェヌ アクセル・クレルジュ ロマヌ・ディッコ テディ・リネール サラ＝レオニー・シジク ギヨーム・シェヌ キリアン・ル・ブルーシュ マドレーヌ・マロンガ マルゴー・ピノ アレクサンドル・イディア アマンディーヌ・ブシャール | 日本 (JPN) 新井千鶴 向翔一郎 素根輝 ウルフ・アロン 芳田司 大野将平 濵田尚里 田代未来 永瀬貴規 阿部詩 阿部一二三 原沢久喜 | イスラエル (ISR) ギリ・シャリル サギ・ムキ ラズ・ヘルシュコ ピーター・パルチック ティムナ・ネルソン＝レヴィ トハル・ブトブル リー・コフマン インバル・ラニル シラ・リショニ オル・サッソン バールーフ・シュマイロフ                                                                            |

## 国・地域別のメダル獲得数
| 順   | 国・地域                   | 金 | 銀 | 銅 | 計 |
| ---- | -------------------------- | -- | -- | -- | -- |
| 1    | 日本 (JPN)（開催国）       | 9  | 2  | 1  | 12 |
| 2    | フランス (FRA)             | 2  | 3  | 3  | 8  |
| 3    | コソボ (KOS)               | 2  | 0  | 0  | 2  |
| 4    | ジョージア (GEO)           | 1  | 3  | 0  | 4  |
| 5    | チェコ (CZE)               | 1  | 0  | 0  | 1  |
| 6    | ドイツ (GER)               | 0  | 1  | 2  | 3  |
| 6    | 韓国 (KOR)                 | 0  | 1  | 2  | 3  |
| 6    | モンゴル (MGL)             | 0  | 1  | 2  | 3  |
| 9    | オーストリア (AUT)         | 0  | 1  | 1  | 2  |
| 10   | キューバ (CUB)             | 0  | 1  | 0  | 1  |
| 10   | スロベニア (SLO)           | 0  | 1  | 0  | 1  |
| 10   | チャイニーズタイペイ (TPE) | 0  | 1  | 0  | 1  |
| 13   | ROC (ROC)                  | 0  | 0  | 3  | 3  |
| 14   | ブラジル (BRA)             | 0  | 0  | 2  | 2  |
| 14   | カナダ (CAN)               | 0  | 0  | 2  | 2  |
| 14   | イタリア (ITA)             | 0  | 0  | 2  | 2  |
| 17   | アゼルバイジャン (AZE)     | 0  | 0  | 1  | 1  |
| 17   | ベルギー (BEL)             | 0  | 0  | 1  | 1  |
| 17   | イギリス (GBR)             | 0  | 0  | 1  | 1  |
| 17   | ハンガリー (HUN)           | 0  | 0  | 1  | 1  |
| 17   | イスラエル (ISR)           | 0  | 0  | 1  | 1  |
| 17   | カザフスタン (KAZ)         | 0  | 0  | 1  | 1  |
| 17   | オランダ (NED)             | 0  | 0  | 1  | 1  |
| 17   | ポルトガル (POR)           | 0  | 0  | 1  | 1  |
| 17   | ウクライナ (UKR)           | 0  | 0  | 1  | 1  |
| 17   | ウズベキスタン (UZB)       | 0  | 0  | 1  | 1  |
| 合計 | 合計                       | 15 | 15 | 30 | 60 |

## 優勝者の世界ランキング

### 男子
| 60 kg級    | 日本       | 髙藤直寿                 | 4位  |
| 66 kg級    | 日本       | 阿部一二三               | 5位  |
| 73 kg級    | 日本       | 大野将平                 | 13位 |
| 81 kg級    | 日本       | 永瀬貴規                 | 13位 |
| 90 kg級    | ジョージア | ラシャ・ベカウリ         | 4位  |
| 100 kg級   | 日本       | ウルフ・アロン           | 5位  |
| 100 kg超級 | チェコ     | ルカーシュ・クルパーレク | 4位  |

### 女子
| 48 kg級   | コソボ   | ディストリア・クラスニキ | 1位 |
| 52 kg級   | 日本     | 阿部詩                   | 3位 |
| 57 kg級   | コソボ   | ノラ・ジャコバ           | 5位 |
| 63 kg級   | フランス | クラリス・アグベニェヌ   | 1位 |
| 70 kg級   | 日本     | 新井千鶴                 | 5位 |
| 78 kg級   | 日本     | 濵田尚里                 | 2位 |
| 78 kg超級 | 日本     | 素根輝                   | 4位 |

## 世界ランキング1位の成績

### 男子
| 60 kg級    | 日本       | 永山竜樹                     | 不出場   |
| 66 kg級    | イタリア   | マヌエル・ロンバルド         | 5位      |
| 73kg級     | 日本       | 橋本壮市                     | 不出場   |
| 81 kg級    | ベルギー   | マティアス・カス             | 銅メダル |
| 90 kg級    | スペイン   | ニコロス・シェラザディシビリ | 7位      |
| 100 kg級   | ジョージア | ヴァルラーム・リパルテリアニ | 5位      |
| 100 kg超級 | ロシア     | タメルラン・バシャエフ       | 銅メダル |

### 女子
| 48 kg級   | コソボ   | ディストリア・クラスニキ | 金メダル |
| 52 kg級   | 日本     | 志々目愛                 | 不出場   |
| 57 kg級   | カナダ   | ジェシカ・クリムカイト   | 銅メダル |
| 63 kg級   | フランス | クラリス・アグベニュー   | 金メダル |
| 70 kg級   | 日本     | 大野陽子                 | 不出場   |
| 78 kg級   | フランス | マドレーヌ・マロンガ     | 銀メダル |
| 78 kg超級 | キューバ | イダリス・オルティス     | 銀メダル |

(出典、JudoInside.com)

## オリンピック出場資格
- 2021年12月31日時点において15歳以上で、段位を有していること。

- 2020年5月25日付けの世界ランキングにおいて、男女とも18位以内に位置している選手が直接選出される(男女各18名×7階級　計252名)。なお、オリンピック予選は2020年5月までに終了予定だったが、新型コロナウイルス感染症の流行の影響でオリンピック自体が1年延期されたことに伴い、IOCから提示されたガイドラインに従い、2021年6月の世界選手権まで延長された。そのため、2021年6月28日付けの世界ランキング[11]の結果により選出されることになった[13][14][15]。

- 上位18位以内に1国から2名以上の選手が入っている場合、そのうちの誰を代表に選出するかはその国の連盟が決定する。
  - 1国から複数の選手が上位18位以内に入っている場合、順次繰り下げて選出して行く(例えば、18位以内に5カ国からそれぞれ2名の選手がランクインしている場合、23位までが選出の対象となる)。
- 続いて大陸枠により、100名の出場選手が選出される。
  - 選出方法としては、各大陸連盟がすでに直接選出された252名を除く男女全階級のランキングリストを高得点順に作成する。
  - そのうちの上位選手から順に選出していく。但し、大陸枠で選出されるのは各国1名のみ。

|              | 男子 | 女子 | 計  |
| ------------ | ---- | ---- | --- |
| アフリカ     | 12   | 12   | 24  |
| ヨーロッパ   | 13   | 12   | 25  |
| アジア       | 10   | 10   | 20  |
| オセアニア   | 5    | 5    | 10  |
| アメリカ大陸 | 10   | 11   | 21  |
| 計           | 50   | 50   | 100 |

- 開催国に男女全階級の出場権を与える(14名)。
  - 2019年世界選手権とグランドスラム・大阪2019の両方を制した素根輝（女子78 kg超級）が日本代表内定第1号となった[16]。残りの階級のうち12人は2020年2月に全柔連から内定が発表された[17]。唯一残された男子66 kg級は、阿部一二三（2018年世界選手権優勝、グランドスラム・大阪2019優勝、グランドスラム・デュッセルドルフ2020優勝）と丸山城志郎（2018年・2019年全日本体重別選手権優勝、2019年世界選手権優勝）の実力が甲乙つけがたく[18]、代表決定は2020年12月の代表決定戦（講道館）に持ち込まれた[19]。20分にも及ぶ延長戦の末、代表決定戦を制した阿部が代表に内定した[20]。
- ワイルドカードとして20カ国に出場資格を付与する(20名)。
- 以上の計386名がオリンピック出場資格を得る。
- また、男女混合団体戦には個人戦にエントリーした選手のうち、団体戦の該当階級である男女6階級(男子73 kg級（60 kg級、66 kg級の選手も可）、90 kg級（73 kg級、81 kg級の選手も可）、100 kg超級（90 kg級、100 kg級の選手も可）、女子57 kg級（48 kg級、52 kg級の選手も可）、70 kg級（57 kg級、63 kg級の選手も可）、78 kg超級（70 kg級、78 kg級の選手も可）)の選手を揃えることが出来る全ての国が参加可能となった。

出場資格を得た選手
| 選出形態                     | 男子 | 女子 | 総計 |
| ---------------------------- | ---- | ---- | ---- |
| 世界ランキング上位による選出 | 126  | 126  | 252  |
| 大陸枠による選出             | 50   | 50   | 100  |
| 開催国による選出             | 7    | 7    | 14   |
| ワイルドカードによる選出     | 14   | 7    | 21   |
| 難民選手団                   | 3    | 3    | 6    |
| 総計                         | 200  | 193  | 393  |

ワイルドカードには追加で招待されたサウジアラビアの女性選手を含む。

## 参加国
上記の通り、393名が出場資格を得たが、5名が棄権したため、388名が競技に出場した。
- アルバニア (1)
- アルジェリア (2→1)
- アンゴラ (1)
- アルゼンチン (2)
- アルメニア (1)
- オーストラリア (3)
- オーストリア (6)
- アゼルバイジャン (9)
- ベラルーシ (3)
- ベルギー (4)
- ベナン (1)
- ブータン (1)
- ボスニア・ヘルツェゴビナ (1)
- ブラジル (13)
- ブルガリア (3)
- ブルキナファソ (1)
- カメルーン (2)
- カナダ (6)
- カーボベルデ (1)
- チャド (1)
- チリ (1)
- 中国 (6)
- コロンビア (1)
- コモロ (1)
- コスタリカ (1)
- クロアチア (3)
- キューバ (6)
- チェコ (2)
- コートジボワール (1)
- コンゴ民主共和国 (1)
- デンマーク (1)
- ジブチ (1)
- ドミニカ共和国 (1)
- エクアドル (3)
- エジプト (3)
- エストニア (1)
- フィジー (1)
- フランス (13)
- ガボン (1)
- ガンビア (1)
- ジョージア (9)
- ドイツ (13)
- ガーナ (1)
- イギリス (6)
- ギリシャ (2)
- グアム (1)
- グアテマラ (1)
- ギニア (1)
- ギニアビサウ (1)
- ハイチ (1)
- ホンジュラス (1→0)
- ハンガリー (7)
- 難民 (1)
- インド (1)
- アイルランド (2)
- イスラエル (12)
- イタリア (8)
- ジャマイカ (1)
- 日本 (14)
- ヨルダン (1)
- カザフスタン (6)
- キリバス (1)
- コソボ (5)
- キルギス (1)
- ラオス (1)
- ラトビア (1→0)
- レバノン (1)
- リビア (1)
- リヒテンシュタイン (1)
- リトアニア (1)
- マダガスカル (1)
- マラウイ (1)
- モーリシャス (1)
- メキシコ (1)
- モナコ (1)
- モンゴル (12)
- モンテネグロ (1)
- モロッコ (2)
- モザンビーク (1)
- ネパール (1)
- オランダ (10)
- ニカラグア (1)
- ニジェール (1)
- 北マケドニア (1)
- パキスタン (1)
- パレスチナ (1)
- パナマ (2)
- ペルー (1)
- フィリピン (1)
- ポーランド (6)
- ポルトガル (8)
- プエルトリコ (3)
- カタール (1)
- 韓国 (13)
- モルドバ (2)
- ルーマニア (3)
- ROC (13)
- サモア (1)
- サンマリノ (1)
- サウジアラビア (1)
- セネガル (1)
- セルビア (5)
- セーシェル (1)
- シエラレオネ (1→0)
- スロベニア (5)
- 南アフリカ (1)
- スペイン (7)
- スリランカ (1)
- スーダン (1→0)
- スウェーデン (4)
- スイス (2)
- チャイニーズタイペイ (3)
- タジキスタン (4)
- タイ (1)
- トリニダード・トバゴ (1)
- チュニジア (3)
- トルコ (6)
- トルクメニスタン (1)
- ウクライナ (7)
- アラブ首長国連邦 (2)
- アメリカ合衆国 (4)
- ウルグアイ (1)
- ウズベキスタン (10)
- バヌアツ (1)
- ベネズエラ (3)
- ベトナム (1)
- イエメン (1)
- ザンビア (1)

## 概要
試合時間は4分間であるが、4分経過時点でスコア（技あり）に差がついていない場合はゴールデンスコア方式の時間無制限の延長戦で決着させる。
個人戦は階級ごとに22～36名の選手が出場し、トーナメント方式で行われる。世界ランキングで上位8名は準々決勝まで、上位4名は準決勝まで対戦しないようにシードされる。準々決勝と準決勝の敗者は敗者復活戦（3位決定戦）に出場し、銅メダル（2名）を争う。
新種目の男女混合団体戦は男女3名ずつ計6試合を行い4勝したチームが勝者となる。3勝3敗で並んだ場合は抽選により選ばれた階級の選手が再び対戦し勝者を決定する。難民選手団を含め12チームがエントリーしたため、チームランキング上位4チームは準々決勝にシードされる。個人戦と同様の敗者復活戦を実施し、2チームが銅メダルを獲得する。
2020年12月にCASの裁定により、組織的なドーピング問題を抱えていたロシア選手団は、主要な国際競技大会から2年間除外されることが決定した。そのため、今大会のロシア選手はロシア代表の代わりに、ロシアオリンピック委員会(ROC)名義での出場となった。これにより、国旗と国歌も使用できない。
- 今大会の男子73kg級に出場予定だったアルジェリアのフェティ・ヌリン（英語版）は、初戦を勝つと2回戦でイスラエルのトハル・ブトブルと対戦するため、大会を棄権することになった。パレスチナ問題でパレスチナに政治的な支援を行っているヌリンは、「五輪に出場するため懸命に努力してきたが、パレスチナ問題はそれら全てよりも大きい」と語った[27]。なお、ヌリンは2019年の世界選手権3回戦でもブトブルとの対戦を棄権していた[28]。9月にIJFは、フェティ・ヌリンとそのコーチでIJFの殿堂入りを果たしているアマル・ベニクレフが取った対応はオリンピック憲章への違反行為だとして、両者を10年間の資格停止処分に科した。IJFやその傘下組織が主催する全ての大会や活動に携わることが禁じられることになった[29][30]。なお、ヌリンと1回戦で対戦する予定であったモハメド・アブダルラスール（スーダン）も棄権したため、ブトブルの2回戦は不戦勝となった[31]。

- 今大会の女子63kg級初戦でドイツのマルティナ・トライドスのコーチが、トライドスの両頬を平手打ちして試合に送り出した。それに対してIJFは、「柔道は教育的なスポーツであり、このような行動は容認できない」と声明を出すとともに、コーチに厳重注意を与えた[32][33]。一方でトライドス本人は、「試合前に私が選んだ儀式で自分が頼んだこと。コーチは私に気合を入れるためにやってくれた」と語った[34]。

- 今大会では新型コロナウイルス対策のため外出等を制限する規則集「プレーブック」の順守が定められていたが、ジョージアのラシャ・シャヴダトゥアシヴィリとバジャ・マルグベラシビリの両選手が銀メダル獲得後に東京タワー周辺を観光していたことが判明したため東京五輪・パラリンピック組織委員会から大会参加資格証（アクレディテーション）のはく奪処分を受けた[35]（大会参加資格証はく奪後は競技会場や選手村への立ち入りができなくなるが獲得済みのメダルははく奪されない[36]）。

## 備考
- 東京都では新型コロナ感染拡大による緊急事態宣言が行われていたため、全ての競技が無観客で行われた。